# 海上的女皇
《海上的女皇》，2008年10月23日在泰国上映的史诗电影。

## 剧情
400年前，狼牙脩国的国王被刺杀，他没有子嗣，长女继承了王位，由于狼牙脩国富饶绚丽，物产丰富，是周边邦国觊觎和窥伺的一块福地，甚至连远在阿拉伯的苏丹、东北亚的日本国都想占有一席之地。1593年，荷兰的武器大师亚尼斯希里带着他的明朝弟子林仙来到这里，不幸遭遇到黑乌鸦海盗，大师被杀害，林仙捡回了一条命，从此居住在狼牙脩国，一直没有再回到明朝。林仙住在一个渔村，因为他学到了西洋的物理、数学、化学等科学技术，善于制造各种器械，尤其是大炮，他制造出滑翔翼，但是屡次试飞失败，被渔村的孩子嘲笑不已，并且讽刺其必须长翅膀才能飞行，但是他的蛙鞋倒是十分成功，穿上它能在水里游泳。
帕利是渔村的一个孩子，从小失去了父母，跟着渔村头目利达叔叔和林仙生活，渔村的女孩冰昙是他的妻子。利达叔叔曾带着他去找巫术师白刚学艺，但是被白刚拒绝了。从此利达叔叔亲自教他武术，这种巫术是以人的呼吸和海洋里的生物、流水、洋流、潮汐等紧密联系的，练成的人，可以驱使鱼类攻击人，也可以发出强大的内功气波震死人。
安亚的侄儿是王室皇家护卫，武艺超群，在一次由黑乌鸦和日本武士联合假扮使臣的事件中，保护女皇有功，但是也被精通巫师的黑乌鸦成员用武术打伤，脸部则被黑乌鸦一个女巫师用毒针毁容。
彭亨国的阿杜卡夫·莫哈丁王子来到狼牙脩国，请求通婚，得到了女皇的应允。此时，各国使臣都来到了狼牙脩国，明朝的林小姐和使臣一起来他的哥哥林仙，正好此时女皇打听到林仙精通科学技术，善于制造大炮，也在找他，于是就派遣护卫亚朗带着一些人和林小姐一起去找林仙。
林仙和渔村的人因为经常偷袭黑乌鸦的船只，一次，黑乌鸦设下空城计，放一艘空船在海上，等他们登上船只，黑乌鸦的人在远处射来飞炮和火箭，杀光了他们，只有帕利和林仙侥幸逃过一劫。当他们回到村子，却发现人都被黑乌鸦的人杀光了，包括他的妻子冰昙。亚朗带来的人也遭到了黑乌鸦的袭击，他们都被抓进了黑乌鸦的巢穴。
白刚是巫术大师，他也是以前的国王，他的儿子就是拉威王子，而拉威王子的父亲就是女皇的下属臣子，是一个奸细。拉威王子要挟林仙制作火炮，不然就杀了其妹妹，他妹妹不忍心林仙助纣为虐，就上吊自杀了。帕利、亚朗和翁谷逃了出来，亚朗回到了狼牙脩国。而帕利和翁谷则被白刚救得。白刚教会了他完整的巫术，在一次返回救助林仙时，不幸中弹掉入水中。其余人都逃出了黑乌鸦的巢穴，
伤心的翁谷以为白刚死了，于是下嫁给彭亨国王子。不久之后，拉威王子集结海上的各国海盗进攻狼牙脩国，林仙的大炮击沉了不少海盗船，最后帕利骑着一条鱼浮出水面，用巫术驱使鲸鱼杀了拉威王子和其父亲白刚。

## 演员
- 阿南达·艾华灵汉 出演 帕利
- 索拉朋·切特里 出演 白刚
- 杰西达邦·福尔迪 出演 阿杜卡夫·莫哈丁，彭亨国王子。
- 丹楚彭（英语：Dan Chupong）

## 制作
电影曾参加2008年金马奖。电影被唤作“东南亚视窗”的典型代表作。
电影的服饰和一切元素都充满了浓郁的泰国历史风情。